# Monasterzysko Wielkie
Monasterzysko Wielkie (niem. Groß Münsterberg) – osada w Polsce, w województwie pomorskim, w powiecie sztumskim, w gminie Stary Dzierzgoń. Miejscowość wchodzi w skład sołectwa Matule.
W miejscowości znajduje się kościół filialny parafii w Starym Dzierzgoniu.

## Nazwa
Pierwotna nazwa miejscowości to Monstreberg.
12 listopada 1946 r. nadano miejscowości polską nazwę Monasterzysko Wielkie, określając II przypadek jako „Monasterzyska”, a przymiotnik jako „monasterski”; w późniejszym czasie zmieniono dopełniacz na „Monasterzyska Wielkiego”.

## Administracja
W 1973 r. miejscowość należała do powiatu morąskiego, gmina i poczta Stary Dzierzgoń.
W latach 1975–1998 miejscowość należała administracyjnie do województwa elbląskiego.

## Historia
Miejscowość wzmiankowana w dokumentach z lat 1131 i 1132 jako wieś czynszowa na 60 włókach. W 1782 r. odnotowano w miejscowości 22 domy (dymy), natomiast w 1858 r. w 16 gospodarstwach domowych mieszkały 234 osoby. W latach 1937–1939 w Monasterzysku Wielkim mieszkały 273 osoby.
W 1933 r. w miejscowości mieszkało 320 osób, a w 1939 r. – 271 osób.

## Zabytki
Według rejestru zabytków NID na listę zabytków wpisana jest neogotycka kaplica grobowa z połowy XIX w. (nr rej.: A-766 z 12.09.1973), miejsce pochówku dawnych właścicieli wsi. 
Kaplica to budynek o narożnych przyporach przedłużonych sterczynami w kształcie wieżyczek. We wsi znajdują się fundamenty dworu z XVIII wieku, park podworski oraz czworaki z XIX wieku.